# Альбицци, Бартоломей
Бартоломей (Бартоломео) Альбицци, известный также как Бартоломео да Пиза или Бартоломео Альбизи де Вико (итал. Bartolomeo Albizzi, лат. Albicius Bartholemaeus de Pisis; около 1300, Викопизано — 10 декабря 1361, Пиза) — итальянский тосканский агиограф, монах францисканского ордена, проповедник, настоятель монастыря в Пизе в 1341—1361 годах.

## Биография
Представитель знатного рода Альбицци из Викопизано близ Пизы. Его отец был послом Пизы при дворе неапольского короля Роберта Анжуйского.
Написал биографию и сборник чудес блаженного Герарда Валенсийского (ум. в 1342 г. в Палермо), которые закончил в 1347 году.
Автор сочинения, сделавшегося настольною книгою членов францисканского ордена «Liber conformitatum vitae St. Francisci ad v. Jesu Christi» (Сравнение жизни св. Франциска и Иисуса Христа). Эта книга несколько раз перепечатывалась и из неё делались извлечения. Известен своими агиографическими работами.
Кроме Liber Confortitatum Saneti Francisci com Christo, издал в Палермо в 1341 году биографию блаженного Герарда Каньоли из Валенсии.
В качестве настоятеля поручил Таддео Гадди создать фрески для францисканской церкви в Пизе.
Могила Б. Альбицци стала культовым местом в Пизе.

## Избранные сочинения
- Legenda S. Gerardi de Valencia (Cagnoli): MS BAV Vat.Lat. (1347 г.?).
- Tractatus de Miraculis S. Gerardo de Valencia (Cagnoli)